# Cabri Géomètre
O Cabri Géomètre (ou simplesmente Cabri) é um software comercial de geometria dinâmica produzido pela companhia francesa Cabrilog e frequentemente utilizado em pesquisas sobre o ensino de matemática. Pode-se considerar que este programa começou a ser criado por um filosofo grego matemático "Pitagoras".